# 김현미 (핸드볼 선수)
김현미(金賢美, 1967년 9월 20일~)는 대한민국의 핸드볼 선수이다. 1988년 하계 올림픽에서 금메달을 획득하는데 기여했다. 1989년에는 국제 핸드볼 연맹 올해의 선수로 선정되었다.